# Christina Lilliestierna
Christina Lilliestierna, född 1923, död 2000, var en svensk journalist och författare. 

## Biografi
Christina Lilliestierna föddes i Göteborg, tog studenten i Sigtuna och läste juridik i Uppsala, innan hon blev journalist. Hon var Pariskorrespondent för GHT 1951-53 och för Aftonbladet 1960-63. Däremellan arbetade hon för Dagens Nyheter och Stockholms-Tidningen och var utlandsreporter för Veckojournalen 1957-60 med uppdrag i bland annat Nordafrika, Frankrike och Belgiska Kongo. 1964-67 var Christina Lilliestierna bosatt i Teheran. Hon bodde de sista trettiofem åren av sitt liv i Galicien i norra Spanien. 1969 gjorde hon sin skönlitterära debut med Leva vid världens ände.